# Теодорос Караоглу
Теодорос Георгиу Караоглу (на гръцки: Θεόδωρος Γεωργίου Καράογλου) е гръцки политик от Нова демокрация.

## Биография
Караоглу е роден в халкидическото село Загливери, Гърция в 1960 година. Избран е за депутат от Втори Солунски район (Солун-окръг) на общите избори в 2004 година от Нова демокрация. В 2007 и 2009 година отново е избран за депутат. От юни 2012 година в продължение на две години е министър на възобновеното министерство на Македония и Тракия в правителството на Андонис Самарас.